# Buritis (kommun i Brasilien, Rondônia)
Buritis är en kommun i Brasilien.   Den ligger i delstaten Rondônia, i den västra delen av landet, 1 800 km väster om huvudstaden Brasília. Antalet invånare är 32 385.
Omgivningarna runt Buritis är huvudsakligen savann. Runt Buritis är det glesbefolkat, med 9 invånare per kvadratkilometer.